# Шапур-і-Шахвараз
Шапур-і-Шахвараз (пехл. 𐭱𐭧𐭯𐭥𐭧𐭥𐭩𐭩 𐭧𐭱𐭨𐭥𐭥𐭥𐭰; д/н — 630) — шахіншах Сасанідської імперії в 630 роках. Відомий також як Шапур V.

## Життєпис
Походив з династії Міхранів (Мехранідів). Син Фаррухана Шахрвараза, спахбеда Заходу, який 629 року став шахіншахом Персії. Матір'ю була донька шахіншаха Ормізда IV.
У 630 році після повалення Борандохти оголошений новим володарем імперії, але незабаром був скинутий знаттю, яка не визнавала його правління. Його наступником стала стриєчна сестра Азармедохт. Але частина знаті підтримала іншого претендента — Пероза II.
Шапур-і-Шахвараз підтримав ідею Фаррух Ормізда влаштувати свій шлюб з Азармедохт, втім та відкинула пропозицію і розлютилася на Шапура за згоду. Подальша доля його невідома, ймовірно був відправлений у заслання або страчений.